# 중앙감리교회

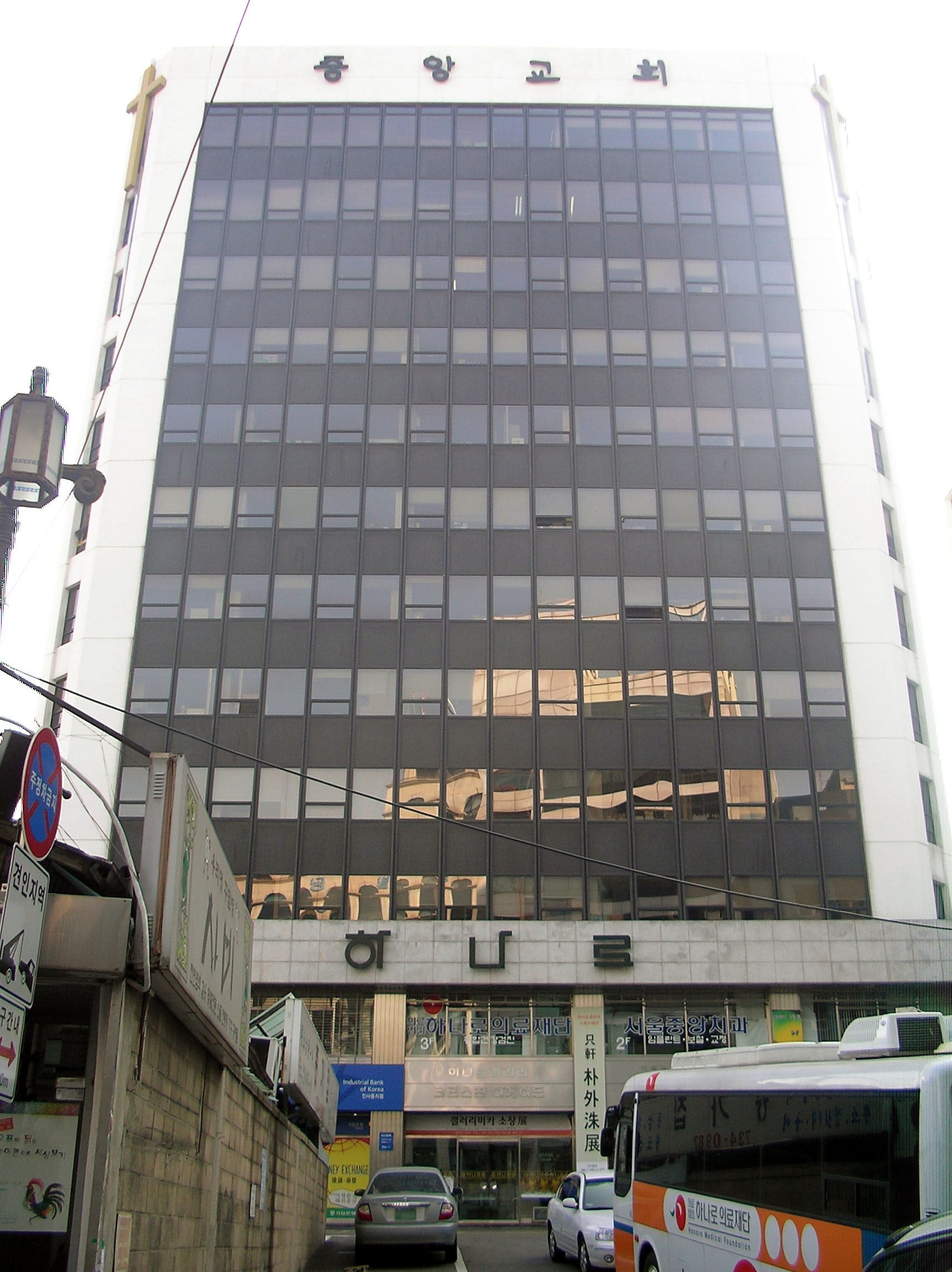
하나로빌딩

중앙감리교회(中央監理敎會)는 대한민국의 감리교 교회이다. 서울 중심부인 서울 종로구 인사동 하나로빌딩에 있다. 신자들은 중앙교회라고도 부른다.
조선 말기인 1890년에 헨리 아펜젤러가 창립했다. 당시 이름은 종로교회였다. 아펜젤러는 1885년에 조선에 입국하여 선교 활동을 하다가 1902년에 목포 앞바다에서 해상 사고로 사망했다.
아펜젤러는 순직할 때까지 중앙감리교회를 거점으로 기독교 기반 계몽운동에 앞장섰다. 1901년에 이화학당 분교로 세운 종로여자소학교와 같은 해 설립된 종로교회유치원이 대표적이다.  1918년에는 유치원 교사 양성을 위한 중앙보육학교를 개교하였다. 중앙보육학교는 중앙대학교의 전신이다.
무료 도서관 겸 서점인 대동서시가 개소되었으며, 일제강점기 동안 기독교 청년 운동의 중심이었던 황성기독교청년회는 1903년 창립할 때부터 1918년까지 중앙감리교회 안에 있었다. 중앙감리교회와 황성기독청년회 출신의 박희도, 김창준은 3·1 운동에 기독교 소장파를 대표하여 민족대표 33인으로 참가했다.
중앙교회로 개칭한 것은 1930년이다. 1975년에 인사동으로 이전하였고, 1983년 하나로빌딩 건물을 신축했다. 하나로중앙교회는 1999년에 중앙감리교회 설립 100주년을 기념하여 백주년기념교회로 개척되었으며, 꿈이있는교회도 같은 해 중앙감리교회에서 분립된 교회이다. 필리핀과 타이 등지에서 선교 활동을 벌이고 있다.

## 같이 보기
- 헨리 아펜젤러
- 대한기독교청년회연맹

## 참고자료
- “중앙교회 연혁”. 중앙감리교회. 2016년 3월 4일에 원본 문서에서 보존된 문서. 2008년 6월 7일에 확인함.